# Bathyraja spinicauda
Bathyraja spinicauda es una especie de pez de la familia de los Rajidae en el orden de los Rajiformes.

## Morfología
- Los machos pueden llegar a alcanzar los 170 cm de longitud total.
- Tiene una hilera de espinas largas en la parte dorsal de la cola.

## Reproducción
Es ovíparo y las hembras ponen huevos envueltos en una cápsula córnea.

## Hábitat
Es un pez marino y de aguas profundas que vive entre 140 y 1463 m de profundidad.

## Distribución geográfica
Se encuentra en el océano Atlántico: Canadá, las islas Feroe, Groenlandia, Islandia, Noruega (incluyendo Svalbard), Rusia, Gran Bretaña y Estados Unidos.

## Observaciones
Es inofensivo para los humanos.